# رد دویل (آلاسکا)
رد دویل (به انگلیسی: Red Devil) شهری در ناحیه سرشماری بتل، آلاسکا ایالت آلاسکا است که جمعیت آن در سرشماری سال ۲۰۰۰ میلادی ۴۸ نفر بوده‌است.